# Luckey Roberts
Pour les articles homonymes, voir Roberts.
Charles Luckyth « Luckey » Roberts, né le 7 août 1887 à Philadelphie et mort le 5 février 1968 à New York, est un musicien de jazz américain spécialiste du piano.